# 马健 (1974年)
马健（1974年12月—），男，中共党员，中央党校研究生学历。中华人民共和国政治人物。
历任中共北京市委办公厅秘书，中共青海省委办公厅秘书，青海省海晏县委副书记（正县级）、书记，共青团青海省委副书记，中共江西省委办公厅副主任。2017年2月，任共青团江西省委副书记。2017年12月，任共青团江西省委书记。2020年7月，出任江西省人民政府国有资产监督管理委员会副主任，并保留正厅级待遇。